# 트레이서 (오버워치)
트레이서(영어: Tracer), 본명 레나 옥스턴(영어: Lena Oxton)은 2016년 블리자드 엔터테인먼트에서 개발한 비디오 게임인 오버워치와 관련 애니메이션 및 미디어에 등장하는 가공의 플레이어 캐릭터다. 트레이서는 2014년 오버워치 시네마틱 트레일러에서 처음 등장했으며, 이후 2016년 4월 업데이트에서 블리자드의 크로스오버 작품이자 멀티플레이어 온라인 배틀 아레나 게임인 히어로즈 오브 더 스톰의 플레이어 캐릭터로 소개되었다.
트레이서는 영국인으로, 비디오 게임에서 혈기왕성하고 에너지 넘치는 모습으로 주목받았다. 게임에서 트레이서는 체력이 낮지만 기동성이 우수하고 순간이동과 시간역행 기술을 가지고 있다. 이러한 능력들은 현재에서 물리적인 형태를 유지할 수 없게 만든 사고가 원인이 된 것으로, 스스로 시간을 통제할 수 있는 시간 가속기를 윈스턴이 개발해 그녀의 문제를 해결했다.
트레이서는 오버워치에서 가장 쉽게 알아볼 수 있는 캐릭터들 중 한 명이다. 게임의 홍보활동이나 표지 등의 공식 미디어에서 자주 묘사되며, 팬아트, 오버워치 애니메이션과 디지털 코믹 시리즈에서도 등장하고 있다. 트레이서는 게임의 승리 자세로 인한 온라인상의 논란과 블리자드가 제거하려고 한 팬이 만든 포르노그래피로 대중적인 주목을 얻었다. 오버워치 디지털 시리즈에서 트레이서는 레즈비언으로 밝혀졌으며, 이에 대해 언론과 사용자들은 긍정적으로 평가했다.

## 개발과 디자인

### 게임 플레이와 아트
트레이서는 블리즈컨에서 2014년 소개된 첫 오버워치 캐릭터 12명 중 한 명이었다. 그녀의 디자인은 블리자드의 취소된 프로젝트, 타이탄의 요소를 기반으로 하고 있다. 오버워치의 게임 디렉터인 제프리 캐플런은 타이탄에는 "점퍼"라 불리는 캐릭터 분류가 포함되어 있었다고 말했으며, 오버워치가 일반적인 분류보다는 개개인의 캐릭터를 생성하는데 집중하였기 때문에 점퍼가 트레이서로 발전하게 되었다. "점퍼"는 컨셉 아트와 플레이어 버전에서 대부분 남성으로 묘사되었다. 오버워치의 트레이서처럼, 점퍼는 점멸과 시간 역행 기술, 그리고 펄스 폭탄과 쌍권총을 장비하고 있었다. 트레이서의 권총은 콜 오브 듀티: 모던 워페어 2의 G18 권총에서 영감을 받았다.
트레이서의 디자인은 오버워치의 히어로 대표 디자이너, 조프 굿맨의 영향을 받았다. 트레이서는 게임을 위해 디자인된 첫 영웅이었고, 기본 게임플레이를 테스트하기 위해 사용되었다. 캐플런은 첫 오버워치 플레이테스트를 이야기하며, "전체적인 단계가 특징이 없는데다가 막힌 느낌이었고, 트레이서가 유일한 영웅이었습니다. 우리는 트레이서의 총에 어떤 시각 효과나 부착점도 제공하지 않았기에 그녀는 그냥 눈에서 레이저 빔을 뿜어내고 있었죠."라고 말했다. 오버워치의 게임 부디렉터 아론 캘러는 아누비스의 사원이 게임에서 처음으로 개발된 맵이었고, 그 맵과 트레이서가 동시에 작업되었다고 말했다. 켈러는 "어느 날 우리는 그 작업 모두에 참여했고, 트레이서가 작업이 완료되지 않은 지도에서 뛰어다니고 있었는데, 참 재미있었습니다." 캘러는 다른 캐릭터들과 달리 트레이서의 세 가지 능력은 오버워치의 개발 내내 유지되었다고 말하며, "시작부터 그녀는 완전한 영웅에서 유래했다"고 언급했다. 그러나, 그녀의 체력은 가장 최근의 클로즈드 베타 스테이지에서 너프되었다. 트레이서의 게임플레이 방식을 우려하여, Kotaku의 커크 해밀턴은 "그녀는 빠르고 철벅거리기 때문에 전면공격에서 살아남기보다는 뒤에서 적팀을 괴롭히는 쪽으로 개발되었다"라고 말했다.
대표 아티스트 아놀드 창은 각각의 캐릭터를 쉽게 확인하기 위해, 캐릭터의 몸 크기와 달리는 자세를 캐릭터 디자인 기간 동안 고려했다고 말했다. 트레이서는 거친 달리기 동작과 몸 뒤에서 뻗어나오는 독특한 푸른 빛의 흔적을 가지고 있다. Kotaku의 나탄 그레이슨은 그녀의 점프 동작이 오버워치에서 사용된 스미어 프레임과 스쿼시 앤 스트레치 기술의 결과이며, "지나치게 공격적이고 무언가 얼빠진 모습"으로 등장한다고 말했다. 블리자드의 선임 애니메이터인 데이비드 깁슨은 그녀의 점프 동작의 프레임들을 지적하며 "우리는 일반적인 것보다 조금 더 나아가고자 노력한 것뿐입니다. 몸이 뻗어나가는 것과 같은 단순한 것은 그녀의 몸이 일반적인 경우보다 더 오래 공중에 떠 있게 합니다. 착지할 때 그녀의 몸은 정말로 오그라집니다."라고 말했다.
2016년 2월 오버워치의 클로즈드 베타가 다시 돌아왔을 때, 트레이서에게 승리 자세와 다른 표면적인 변화가 추가되었다. 2016년 3월, 트레이서의 "뒤돌아서기" 승리 자세에 대해 게임 포럼의 사용자가 "캐릭터와 자세가 맞지 않다", 그리고 "트레이서를 또다시 단조로운 여성 섹스의 상징으로 만들었다"라고 말한 이후 논란이 일었다. 이러한 게시물은 포럼에서 논의를 거쳤고, 게임업계는 이것에 대한 정중함에 주목했다. 몇몇 사용자들은 포즈에 대한 자신들만의 비판적인 의견들을 추가했고, 다른 사람들은 원래 게시물에 동의하지 않았다. 캐플런은 사과문을 게시하며, 블리자드는 "누군가가 불편함이나 덜 인정받음, 또는 잘못 전해지는 것을 느끼는 것을" 원하지 않기 때문에 자세를 수정할 계획이라고 발표했다.
이러한 결정은 게임 커뮤니티에서 엇갈린 반응을 보였다. 몇몇은 블리자드가 게임에 대한 독창적인 권한을 잃었다고 주장했고, 해당 내용을 공격한 사용자의 요구를 들어주는 것을 중단해달라고 했다. 다른 쪽에서는 블리자드가 커뮤니티를 경청하려는 의지와 캐릭터의 성격에 따라 묘사하는 기준을 고수하는 것에 대해 칭찬했다. 캐플런은 나중에 게임의 개발팀은 "원래 자세에 대해 완전히 행복하지 않았다"라고 말하며 그것을 포함시킬 지에 대해 내부의 크리에이티브들이 고민했다고 말했다. 그 다음주에 대체된 자세가 공개되었고, 한 논평자는 "달라졌는데, 그렇게 많이 달라지지는 않았다"라고 말하며 원래 자세의 엉덩이를 언급했다. 더 메리 수 웹사이트의 제시카 라체널에 따르면 대체된 자세는 빌리 드 보스의 치즈케이크 핀업 일러스트레이션에서 영감을 받았다. 캐플런은 이 대체된 자세가 멋지 고, 귀엽고 장난기가 많다고 말하며, 팀이 그 디자인을 처음부터 선택했을 것이라고 말했다.
오버워치의 개발자들은 이후 계절별 이벤트를 도입했고, 플레이어가 캐릭터와 함께 장착할 수 있는 스킨과 스프레이 같은 테마가 있는 외형들이 포함되었다. 게임의 첫 계절 이벤트인 2016년 하계 올림픽 이후를 테마로 한 "하계 스포츠 대회 2016"에서 트레이서의 2개의 스킨이 나왔다. 이후 1년 동안, "환상의 겨울나라", "설날 이벤트", "업라이징", "감사제"와 관련된 트레이서의 스킨들이 등장했다.

### 이야기와 캐릭터
게임이 아닌, 블리자드의 가공의 전기에서 트레이서에 대해 그녀의 실명인 레나 옥스턴, 그녀의 나이 26세, 그리고 그녀의 작전 기지 잉글랜드 런던이 등록되어 있다.
트레이서는 모험가이자 국제 기동부대인 오버워치의 옛 요원이다. 오버워치 구전 지식에서, 트레이서는 그녀의 조종 기술로 유명했다. 영국 공군의 일원이 된 이후, 그녀는 오버워치의 실험 비행 프로그램에 가입한 가장 어린 사람이 되었다. 그녀는 순간이동 전투기의 프로토타입인 "슬랍스트림"을 실험하기로 선택되었다. 그러나 시험 비행 중 슬립스트림의 순간이동 매트릭스가 오작동되었고, 트레이서는 죽은 것으로 여겨졌다. 그녀는 이후 다시 등장했으나, 시간의 흐름에 뒤쳐졌으며, 이는 현재 시간에서 자신의 물리적인 형태를 유지할 수 없게 만들었다. 윈스턴이라는 과학자가 시간 가속기를 개발해 트레이서가 스스로 시간을 통제할 수 있게 만든 후 이 문제는 해결되었다. 이러한 사건들은 오버워치 조직이 대중에 의해 비판을 받게 되고 오버워치에 대한 시위가 증가적으로 발생하는 동안 일어났다. 2017년 4월 패치에서, 캐릭터의 짧은 전기와 플레이어가 캐릭터에 적용할 수 있는 스킨에 대한 배경 정보를 포함하기 위해 게임의 "영웅 갤러리"가 업데이트되었다. 오버워치가 강제로 해산되었음에도 불구하고, 트레이서의 전기는 그녀가 "기회가 있을 때마다 정의의 편에 서서 잘못된 것을 바로잡기 위해 싸우고 있다"고 언급하고 있다.
트레이서는 그녀의 뒷이야기가 추가된 첫 캐릭터들 중 한 명이다. PC 게이머와의 인터뷰에서 게임의 크리에이티브 디렉터인 크리스 멧젠은 그녀를 스파이더맨 유형의 캐릭터에 비유하며, "트레이서는 우리가 알게되는 가장 첫 캐릭터들 중 한 명입니다. 그리고 특별히 주인공으로 만들지 않았지만, 만약 당신이 그렇게 한다면, 이야기의 아이디어에서 그녀를 이용하는 것은 매우 좋은 기분이 듭니다."라고 말했다. 트레이서는 생기가 넘치는 캐릭터로 불려왔다. 하드코어 게이머의 케빈 던스모어는 그녀를 "전장을 쌩 하고 돌아다니며, 재담으로 가득찬 용감한 영국인"이라고 묘사했다. 캐플런은 트레이서를 귀엽고 농담을 즐기는 것으로 묘사하며, 그녀는 윙크와 웃음과 함께 모든 일을 한다고 언급했다. PCGamesN과의 인터뷰에서 게임 디자이너 마이클 추는 트레이서가 게임의 영웅주의 테마가 포함되어 있다고 느낀다고 말하며, "그녀는 대부분의 사람들을 위한 형식을 벗어난 성격을 가지고 있습니다. 그녀는 믿을 수 없을 정도로 낙관적이고, 그녀는 믿을 수 없을 정도로 명랑하죠. 그것은 그녀의 영웅다움의 일부입니다." 그녀의 영국 태생을 맞추기 위해, 트레이서의 성우는 영국 배우 카라 시오볼드가 맡았다. 대한민국에서는 박신희가 트레이서의 성우를 맡았다.
블리즈컨 2015에서, 멧젠은 게이 히어로가 오버워치 유니버스에 있냐고 질문했고, 그러한 캐릭터가 있다고 확인한 후 "우리는 그것을 유기적으로 이것을 마치고 싶습니다. 우리는 그것이 측정점이 되기를 원하지 않으며, 어떤 방식으로도 부자연스러움을 느끼지 않기를 원합니다"라고 자세히 설명했다. 2016년 12월, 오버워치 디지털 코믹스의 "성찰" 호에서 트레이서는 오버워치 영웅 중 처음으로 LGBT임이 공개되었다. 그녀는 레즈비언으로 확인되었다. 그녀는 만화에서 오버워치 팀의 일원이 아닌 에밀리라는 여성과 낭만적인 관계를 가지는 파트너로 묘사된다. 블리자드는 캐릭터의 배경에서 다양성의 중요성을 언급하며, 이 다양성이 게임의 더 넓은 가공의 유니버스를 더 깊고 풍부하게 만든다고 말했다. 블리자드는 트레이서의 개발에 대해 "우리 캐릭터들의 배경의 어느 관점에서라도, 그들의 성은 우리의 영웅들이 누구인지를 만드는 것의 단 한 부분일 뿐이다. 트레이서의 이야기에 대한 우리의 가장 첫 작업부터 그녀의 특징들을 이러한 관점에서 만드는 것이 맞다고 느꼈다"라고 말했다.
EBS의 캐릭터인 번개맨을 닮았다는 의견이 많다.

## 출연 작품

### 비디오 게임
트레이서는 2016년 4월 비디오 게임 히어로즈 오브 더 스톰에서 처음 모습을 선보였다. 이는 오버워치의 발매보다 약 한 달 앞선 것이었다. PC게이머의 크리스 터스텐은 그녀가 게임에 포함된 것이 마케팅적 행보라고 부르며, 트레이서는 1인칭 슈터라는 그녀의 기원에 의한 결과로 MOBA 캐릭터보다 다르게 느껴진다고 언급했다. 그는 발매에 있어서 그녀가 포함된 것이 적합한 추가였다고 칭찬하며, 그녀는 "그녀를 전통적인 선주문 보너스 오락물에서 승격시킨 히어로즈 오브 더 스톰에게 수많은 새로운 아이디어를 도입시켰다"라고 적었다.
오버워치에는 전통적인 캠페인 모드나 스토리 모드가 존재하지 않는다. 트레이서를 비롯한 캐릭터들의 구전 지식과 배경은 오버워치의 맵 디자인과 캐릭터들의 목소리를 통해 대신 보여진다.
2017년 4월, 블리자드는 "업라이징"이라는 계절별 이벤트를 개시했고, 이 명칭과 동일한 PvE 협동 플레이 게임모드가 포함되어 있었다. 이 모드의 기본 버전에서 플레이어들은 트레이서, 토르비욘, 라인하르트, 그리고 메르시로만 플레이할 수 있다. 이 캐릭터들로 제한한 것은 오버워치의 과거로부터 업라이징을 묘사한 모드였기 때문이었다. 이 이야기는 현재 오버워치 게임으로부터 7년 전의 사건을 다루고 있으며, 트레이서는 이 때 당시 훈련병 옥스턴으로 알려져 있었고, 그녀는 첫 임무에서 오버워치의 일원으로써 다른 세 캐릭터들과 함께 일했다. 기동부대는 극단주의 단체에 의해 모의된 런던에 대한 공격을 막는 임무를 맡았다.

### 애니메이션
2014년 11월, 트레이서는 윈스턴과 함께 오버워치의 시네마틱 트레일러에 등장한다. 두 캐릭터는 테러리스트 단체 탈론의 요원인 리퍼와 위도우메이커를 상대로 싸운다. 이 트레일러는 오버워치를 공식적으로 발표한 것으로, 블리즈컨 2014에서 공개되었다. 위도우메이커와 리퍼가 박물관을 침입해 둠피스트의 건틀렛을 훔치려고 하자 트레이서와 윈스턴이 이를 저지한다.
2016년 3월, 트레이서는 오버워치 애니메이션 시리즈의 첫 편인 "소집"에서 목소리만 등장했다. 트레이서는 윈스턴의 오버워치 요원 소집에 응답했는데, 이를 통해 목소리를 들을 수 있었다. "소집"은 2014년 시네마틱 트레이러 이전에 발생한 사건이다. 같은 해 4월, 트레이서는 오버워치 애니메이션의 두번째 편인 "심장"에서 실질적으로 등장했다. 이 이야기는 런던 왕의 길에서 펼쳐지며, 왕의 길은 오버워치의 맵 중 하나이다. 이 편에서 트레이서는 위도우메이커가 테카르타 젠야타를 암살하지 못하게 막으려고 한다. 트레이서는 몬다타를 보호하지 못했고, 위도우메이커는 트레이서의 시간 가속기에 피해를 입혀 그녀를 움직이지 못하게 만들었다.
2017년 4월, 트레이서는 업라이징 이벤트의 사건을 보여주는 비디오에 등장하며, 블리자드는 이 비디오를 "오버워치의 몰락 이전 역사상 중요한 순간"이라고 묘사했다. 트레이서는 비디오에서 훈련병 옥스턴으로 나온다. 7월, 블리자드는 둠피스트에 집중하여 그의 기원에 대한 이야기를 공개했다. 이 비디오에서 트레이서는 겐지, 윈스턴과 함께 둠피스트와 싸운다.

### 만화
오버워치 연계 디지털 코믹 시리즈의 2016년 12월 호인 "성찰"에서 트레이서가 묘사되었다. "성찰"은 마이클 추가 글을 맡고 미키 몬틸로가 그림을 담당한 공휴일 주제의 만화이다. 트레이서는 이 호에서 에밀리라는 이름의 여성과 낭만적인 관계로 묘사된다. 이를 통해 트레이서는 오버워치가 공지한대로 다양한 성 생활을 가진 캐릭터들 중 첫번째임이 확인되었다. 동성애 선전 금지법에 따른 법적 분쟁을 피하기 위해, 블리자드는 러시아에서 이 만화의 접근권한을 금지했다. 트레이서는 이 만화에서 시간 가속기를 제거한 것으로 묘사되는데, 시간 가속기는 주위에서 충전되고 있는 동안에는 제거되어도 계속 작동한다는 것이 오버워치의 트위터 계정을 통해 확인되었다.
트레이서는 2017년 4월 "옴닉의 반란" 호에서 다시 등장한다. 이 호는 런던의 왕의 길에서 벌어지는 테러리스트 공격을 다룬 것으로, 시간은 게임으로부터 7년 전으로 설정되었다. 만화에서 오버워치는 잉글랜드에서 활동하는 것이 금지되었지만, 솔저:76로 알려진 기동사령관 잭 모리슨이 라인하르트, 토르비욘, 메르시로 구성된 오버워치에 트레이서를 보내 런던의 상황을 돕게 한다. 트레이서의 캐치프라이즈인 "안녕 친구들! 해결사가 왔어!"는 토르비욘과 트레이서가 처음 만났을 때 토르비욘이 한 말에서 유래되었다.

### 판매업
트레이서는 오버워치 판촉에 등장하고 있다. 2017년, 일본 제조업 굿 스마일 컴퍼니는 그들의 넨도로이드와 피그마 계열의 피규어에 트레이서의 피규어를 포함한 오버워치 액션 피규어를 내놓기로 블리자드와 제휴했다. 2018년 레고 그룹은 트레이서를 묘사한 오버워치 세트를 발표했다.

### 영화
트레이서는 어니스트 클라인의 동명의 소설을 바탕으로 한 스티븐 스필버그의 영화 레디 플레이어 원에 등장했다.

## 평가

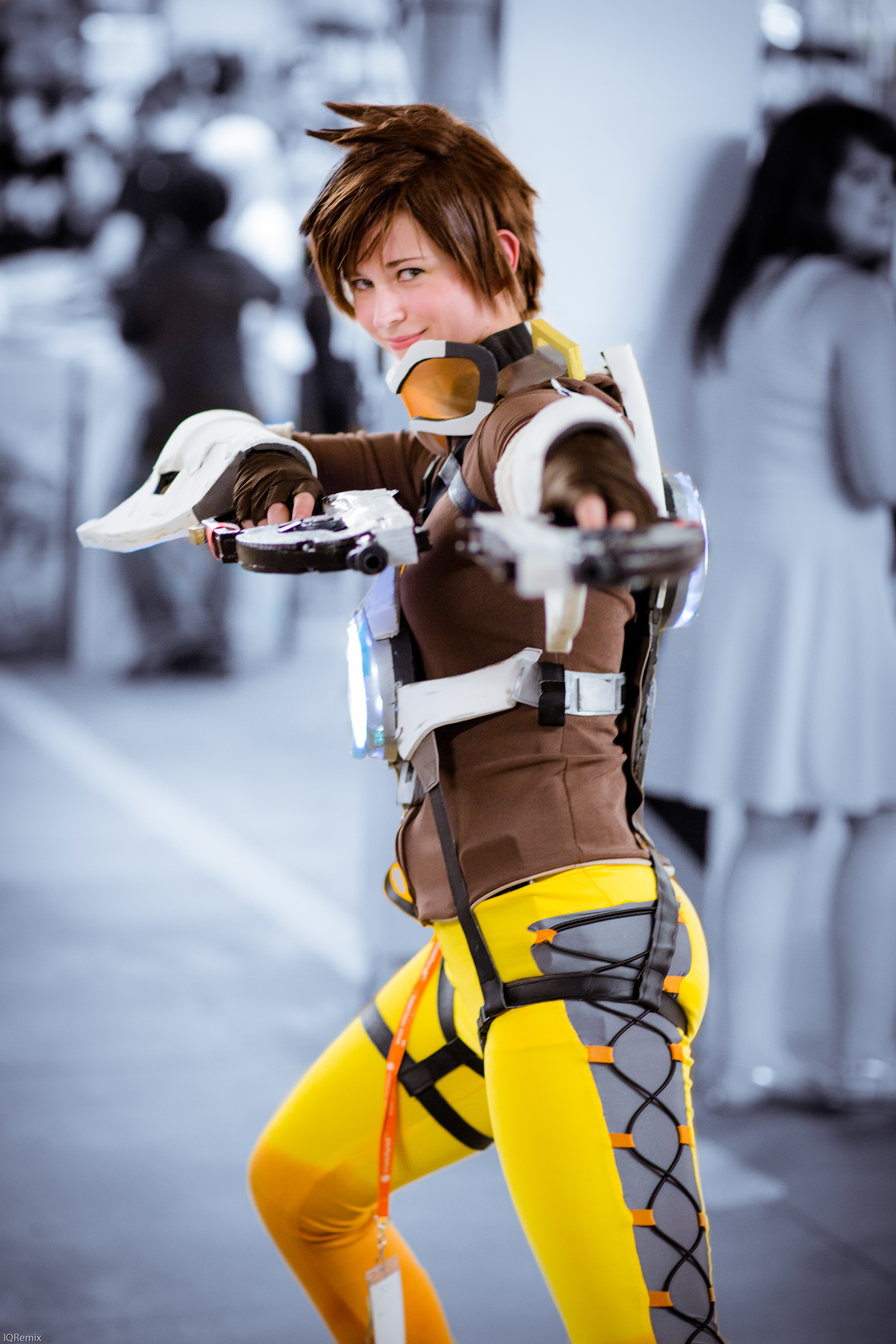
2016년 애니메톤 컨벤션의 트레이서 코스프레.

트레이서는 오버워치 비디오 게임의 포스터 걸로 자주 인용되어왔다. 잡지 하드코어 게이머는 그녀를 "오버워치에서 가장 상징적인 캐릭터"라고 묘사했다. 여러 출판물들은 그녀를 게임의 마스코트라고 언급하거나 그녀가 필수적으로 그 역할을 충족한다고 언급한다. 게임의 공식적인 발매 이전에 벤추어비트는 "당신이 오버워치에 대한 초기 팬 문화에 대해 주목한다면, 당신은 트레이서가 특히 인기가 많은 것을 확인할 수 있을 겁니다."라고 적었다. Kotaku의 나탄 그레이슨은 그녀를" 활기차고 즐거울뿐만 아니라 용감하고 나쁘기까지 하다"라고 묘사하며, "트레이서에 관련된 작업을 창조하는 것에 있어서 팬들은 그 특성들을 11가지로 바꾸어놓았다. 어떤 이들은 그녀를 어린아이 같고 순진하며, 근심이 없다고 했다. 그녀는 심지어 바보일 수도 있고, 농담의 핵심적인 구절이 될 수도 있다."라고 덧붙였다. Kotaku의 커크 해밀턴은 그녀가 "오버워치의 가장 상징적인 영웅"이며, 그녀는 그가 가장 선호하는 캐릭터라고 불렀다.
Kotaku는 일본 게이머들이 오버워치를 긍정적으로 평가하며 트레이서와 메이의 캐릭터가 특히 귀엽다고 했다. 트레이서의 인기는 의도하지 않은 결과를 낳았다. 오버워치의 오픈 베타 서비스가 제공된 이후 폰허브에서 오버워치와 관련된 검색이 817% 증가했으며, "오버워치 트레이서"는 게임과 관련된 검색 용어 중 최다 검색어가 되었다. 이러한 포른에 대해 불만족스러웠던 블리자드는 그것을 지우려고 시도했다.
트레이서가 레즈비언이라고 공개한 것에 대해 언론과 플레이어들은 일반적으로 좋은 평가를 내렸다. US게이머는 이를 "트레이서가 그들의 대표 캐릭터임을 고려한다면, 이는 블리자드의 인상깊은 행보"라고 불렀다. 폴리곤의 알레그라 프랭크는 이러한 공개를 "팬들이 정말 오랫동안 기다려 온 것"이라고 묘사했다. 페이스트의 피터 아마토는 강경한 소수를 제외하고는 대부분의 팬들의 반응은 "무관심한 것에서 갈채하는 것으로 다양했다"라고 언급했다. 몇몇 Kotaku의 작가들은 이러한 공개에 대해 논의했고, 긍정적인 합의로 이어졌다. Kotaku의 세실리아 다나스타시오는 LGBT 캐릭터 공개를 유기적으로 서술하겠다는 개발자의 의도를 비밀로 하려던 블리자드의 이전 발언을 가리키면서 "나는 그 만화가 그것이라고 느꼈다. 트레이서가 그녀의 파트너에게 스카프를 산다. 그녀의 파트너가 그것을 좋아한다. 그들이 키스한다. 만화는 이어진다. 나는 블리자드가 동성애자 캐릭터에 대해 발표한 것에 대해 무언가... 교묘함이 느껴짐에도 불구하고 이것을 잘 처리했다고 느껴진다."라고 말했다. 지타 잭슨은 다나스타시오와 의견을 같이하며 그녀는 "동성애자 캐릭터를 공개한 것이 교묘한 술수로써 성공할 것이라고 확실히 우려했고, 그들이 이를 어떻게 벗어났는지에 대해 매우 기쁘다. 이것은 형식적이라고 느껴지지 않는다."고 말했다. 동료 Kotaku 작가 헤서 알렉산드라는 "나는 무언가 솔직한 편이 필요하다고 본다. 무언가 명확한 것이 동성애자 플레이어들에게 적절한 연락책을 제공할 것이다."라고 말했다. PC게이머의 앤디 초크는 이렇게 말했다.
 ... 만화 그 자체는 가장 바쁜 기간에 일어나는 것에 대한 꽤 솔직하고 마음이 따뜻해지는 이야기다. 하지만 트레이서의 정체성에 대한 반응은 결코 그렇지 않았다. 블리자드의 "실수"를 매도하는 메시지들이 오버워치 포럼과 다른 소셜 미디어 곳곳에서 불쑥 나타나고 있으며, 다른 이들은 올해의 가장 큰 게임 중 하나의 얼굴이 게이라는 것에 대한 명확한 언급에 대해 스튜디오를 억제된 방식으로 칭찬하고 있다.
그녀의 게임플레이 방식에 대해, 인퀴시트르는 트레이서의 "빠르고 파악하기 어려운 방식이 그녀를 처리하기에 짜증나게 만든다"고 말했다. ESPN는 그녀를 "일반적인 들락날락하는 성가신 사람"으로 묘사하며 맵 주위를 점멸하는 능력과 그녀의 속도를 언급했다. VentureBeat의 마이크 미노티는 "트레이서는 플레이하기에 매우 재밌습니다. 그녀의 모든 순간 이동/역행 메카닉은 매우 독특하고 빨리 진행이 됩니다. 저는 다양하고 비교적 균형잡힌 캐스트를 만드는 것에 [블리자드가] 훌륭히 업무를 수행했다고 느낍니다."라고 말했다. 2017년 스크린 랜트는 트레이서를 오버워치의 플레이 가능한 캐릭터들 24명 중 8위로 선정했고, "저지되지 않은 채 달리는 좋은 트레이서는 후방에서 대파괴를 일으킬 수 있어서 무슨 일이 벌어나고 있는 지 알기도 전에 팀이 중단될 수 있다"고 적었다.

## 같이 보기
- 오버워치의 캐릭터